# کردفورد
کردفورد (به انگلیسی: Kirdford) یک روستا و محله مدنی در بریتانیا است که در Chichester واقع شده‌است. کردفورد ۲۰٫۰۹ کیلومتر مربع مساحت و ۱٬۰۶۳ نفر جمعیت دارد.